# 熊本県道153号清和砥用線
熊本県道153号清和砥用線（くまもとけんどう153ごう せいわともちせん）は、熊本県上益城郡山都町から下益城郡美里町に至る一般県道である。

## 概要
上益城郡山都町大平から下益城郡美里町栗崎に至る。

### 路線データ
- 起点：熊本県上益城郡山都町大平（国道218号交点）
- 終点：熊本県下益城郡美里町栗崎（国道218号交点）

## 路線状況

### 道路施設

#### トンネル
起点から
- 目丸第二隧道：延長15 m、上益城郡山都町
- 目丸第一隧道：延長27 m、上益城郡山都町
- 道免隧道：延長19 m、上益城郡山都町
- 菅第二隧道：延長34 m、上益城郡山都町
- 菅第一隧道：延長83 m、1933年（昭和8年）竣工、上益城郡山都町
- 清水隧道：延長30 m、下益城郡美里町

## 地理

### 通過する自治体
- 上益城郡山都町
- 下益城郡美里町

### 交差する道路
| 交差する道路              | 市町村名 | 市町村名 | 交差する場所 | 交差する場所 |
| ------------------------- | -------- | -------- | ------------ | ------------ |
| 国道218号                 | 上益城郡 | 山都町   | 大平         | 起点         |
| 熊本県道224号小峯川内線   | 上益城郡 | 山都町   | 小峯         |              |
| 熊本県道180号南田内大臣線 | 上益城郡 | 山都町   | 白藤         |              |
| 国道218号 国道445号 重複  | 下益城郡 | 美里町   | 栗崎         | 終点         |

### 沿線
- 道の駅清和文楽邑
- 山都町立清和小学校
- 緑川
- 内大臣峡
- 一ツ葉高等学校
- 緑川ダム